# Gare de Saint-Cyr-Les Lecques - La Cadière
Gare de Saint-Cyr-Les Lecques - La Cadière vasútállomás Franciaországban, Saint-Cyr-sur-Mer településen.

## Vasútvonalak
Az állomást az alábbi vasútvonalak érintik:
- Marseille–Ventimiglia-vasútvonal

## Kapcsolódó állomások
A vasútállomáshoz az alábbi állomások vannak a legközelebb:
- Gare de Bandol
- Gare de La Ciotat